# Río Yautepec
El río Yautepec/Nexpayantla, conocido en el recorrido inicial de su cauce como río Nexpayantla, es un curso fluvial cuyas aguas discurren a través del Estado de México y de Morelos. Nace en los escurrimientos del volcán Popocatépetl en la cara noroeste del antiguo volcán Nexpayantla, conocida como El Abanico del Ventorrillo, en el municipio de Atlautla, Estado de México.
En los primeros kilómetros de su recorrido en la zona de los volcanes del Estado de México y Morelos, es nutrido por los escurrimientos de nieve provenientes de diversos arroyos y vertientes, algunos veneros, y a la vez que en tiempo de lluvias su cauce es alimentado por numerosas barrancas. Propiamente es en el Estado de Morelos donde debido a su ubicación geográfica donde manantiales, arroyos y ríos contribuyen al caudal del mismo.

## Recorrido del Yautepec
El recorrido del Yautepec, comienza en el Estado de México, en la cañada de Nexpayantla, Atlautla a una altitud de 4935 m s. n. m.

El nombre Nexpayantla hace alusión al extinto volcán formado hace 400,000 años, de cuya cara noroeste nace y discurre el río; proviene del náhuatl, Nextli 'Ceniza', Yan 'Lugar', Tla 'Abundancia', "Donde Abunda la Ceniza".
Posteriormente fluye por los municipios de Ozumba y Tepetlixpa, para cruzar hacía el Estado de Morelos a través de los pueblos de Atlatlahucan, Yautepec y Cuautla, posteriormente se interna en Tlayacapan, para después regresar al pueblo de Yautepec en el cual realiza gran parte de su recorrido atravesando el pueblo de norte a sur, después corre por los municipios de Tlaltizapán, Tlaquiltenango, y Jojutla, es en este último donde el río Apatlaco se une al Yautepec, y algunos kilómetros después las aguas de éste se unen al río Amacuzac a una altitud de 826 m s. n. m. , el más grande del Estado de Morelos, para continuar su curso hacia el Balsas y desembocar en el Pacífico. 
Es puntual mencionar el significado de las primeras 4 localidades que cruza el río, debido a que estos están estrechamente relacionado con el mismo, además del pueblo que si bien no tiene un significado relacionado con él, le brinda el nombre más conocido:
Atlautla: Proviene del náhuatl, Atlautli 'Barranca', Tla 'Abundancia', "Donde Abundan las Barrancas, haciendo referencia a su accidentada geografía con gran cantidad en barrancas y arroyos. 
Ozumba: Proviene del náhuatl, "Atzompan", Atl 'Agua', Tzontli 'Cabellos', Pan 'Sobre', "Sobre los Cabellos del Agua", de igual manera que el municipio de Atlautla, hace referencia a su accidentada geografía, al río Nexpayantla que cruza y envuelve el pueblo principal de norte a sur, acompañado de dos barrancas principales alimentadas por decenas de barrancas de menor tamaño.
Tepetlixpa: Proviene del náhuatl, Tepetl 'Cerro', Ixtli 'Cara', Pan 'Lugar', "En la Cara del Cerro", mismo cerro el cual es rodeado por el río en su lado este de nombre "Tres Cumbres", y el cual en tiempo de lluvias escurre un curso fluvial hacia una barranca cercana al pueblo de Chimalhuacán, perteneciente a Ozumba.
Atlatlahucan: Proviene del náhuatl, Atl 'Agua', Tlalacatl 'Ocre', Can 'Lugar', "Lugar donde hay agua colorada', haciendo a referencia al río mismo y a diversos pozos en la localidad, anteriormente en tiempos de lluvias era almacenada en jagüeyes.
Yautepec: Proviene del náhuatl, Yautli 'Planta de Pericón', Tepetl 'Cerro', "Cerro del Pericón".